# ارمس
اِرمِس (به فرانسوی: Hermès) شرکت فرانسوی تولیدکننده کالاهای لوکس است، که در سال ۱۸۳۷ تأسیس شد. این شرکت متخصص در طراحی و ساخت لوازم چرم، لوازم جانبی، لباس‌های آماده، عطر و کالاهای با کیفیت می‌باشد.
شرکت ارمس در سال ۱۸۳۷ توسط تیری ارمس تأسیس شد. لوگوی کنونی شرکت اِرمس که از دوک، کالسکه و اسب تشکیل شده، از دهه ۱۹۵۰ به بعد مورد استفاده قرار گرفته‌است. دفتر مرکزی این شرکت در خیابان فُبورگ-سَن-اُنورِه شهر پاریس، فرانسه قرار دارد.